# Lars Ardelius

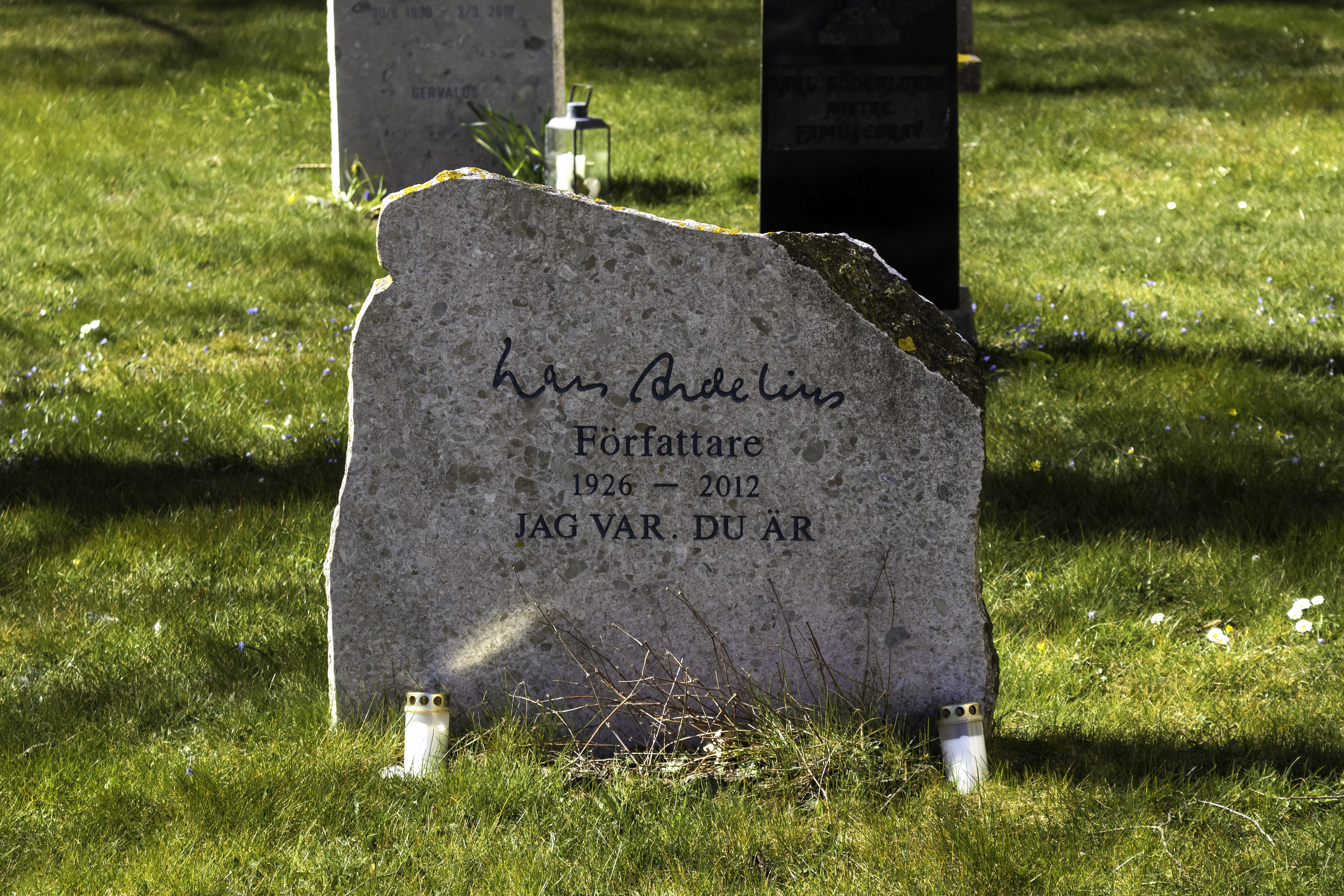
Lars Ardelius gravvård på Gotland.

Lars-Ove Ardelius, född 1 november 1926 i Falun, död 23 juli 2012 i Visby, var en svensk författare och dramatiker. 1982–1984 var han ordförande i Sveriges Författarförbund.
Under första delen av sitt yrkesliv arbetade Ardelius som psykolog. Han hade även en bredare bakgrund, bland annat med arbete som sjöman, lektor/skribent om konst och lärare. På senare år sysslade han även med träskulptur.
Ardelius skrev en ansenlig mängd romaner och novellsamlingar. Han debuterade 1958 med Dagligt Allehanda. Hans produktion består av prosa och ett drygt tjugotal pjäser, bland annat för TV, men han själv beklagade att han var Sveriges minst spelade dramatiker. Han har dock prisats av många för sin muntliga berättarkonst.
1973 tilldelades han Stora romanpriset för Kronprinsarna och 1979 fick han Aniara-priset för den historiska romanen Tid och otid.
Lars Ardelius är begravd på kyrkogården i Vamlingbo på södra Gotland.

## Priser och utmärkelser
- 1962 – Boklotteriets stipendiat
- 1966 – Litteraturfrämjandets stipendiat
- 1973 – Litteraturfrämjandets stora romanpris
- 1977 – Signe Ekblad-Eldhs pris
- 1979 – Aniarapriset
- 1986 – Doblougska priset
- 1998 – Signe Ekblad-Eldhs pris
- 2003 – Samfundet De Nios Särskilda pris
- 2009 – Lundequistska bokhandelns litteraturpris

## Filmatiseringar
Filmen Badarna, av Yngve Gamlin, från 1968 bygger på hans roman Rök (1964). 